# Jöns Hellsing
Jöns Olof Hellsing, född den 23 september 1964 i Stockholm, är en svensk författare och copywriter. 

## Biografi
Hellsing, som är uppvuxen i Saltsjö-Duvnäs i Nacka, är son till författaren Lennart Hellsing och skådespelaren Yvonne Lombard.
Han är vidare bror till författaren Susanna Hellsing,  konstnären Petter Hellsing, musikern Johanna Hellsing och skådespelaren Karolina Hellsing.

## Författarskap
Hellsings romaner utspelar sig i skotska övärlden där han ärvt en lantegendom kring byn Portnahaven på ön Islay.   Efter sin fars död 2015 är han huvudman i stiftelsen Mary Baker’s Trust som äger egendomen Cladville Estate, inköpt av hans farmors mormors far Alexander MacLaren 1862. Jöns Hellsing arbetar även som copywriter på reklambyrån Garbergs i Stockholm. 

## Priser och utmärkelser
Halvvägs till himlen nominerades 2019 till Årets Feelgood.

## Musik
Sedan 2000 är Hellsing kompositör, textförfattare och medlem i Dildorado som uppträtt på Stockholm Pride 2015 med det officiella community-bidraget United fruit. Gruppen har även spelat in en cover av Abba-låten SOS tillsammans med originalgitarristen Janne Schaffer.